# حوض جاف

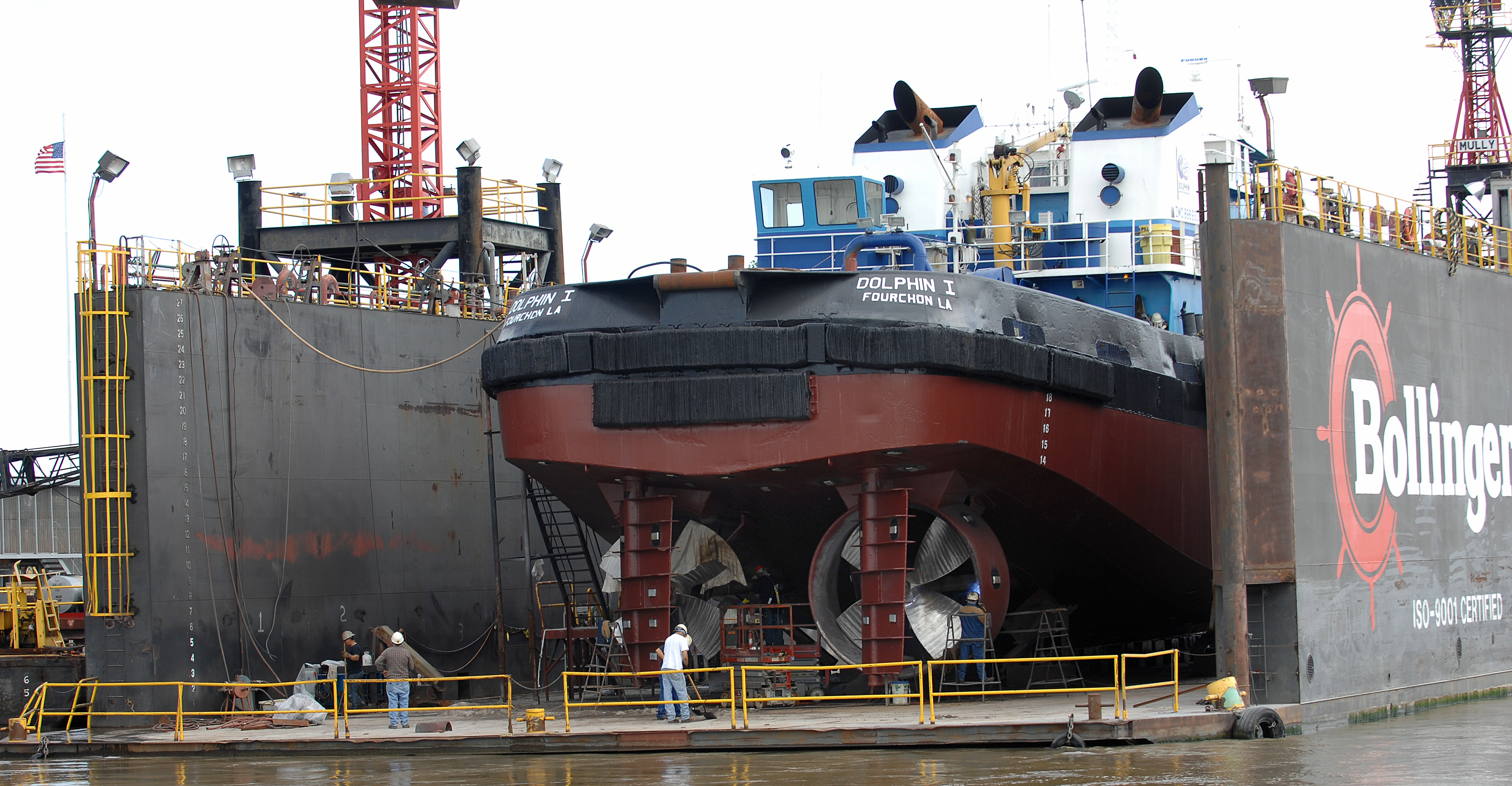
حوض جاف

الحوض الجاف هو حوض ضيق أو ممر ضيق يمكن غمره بالمياه ليسمح بتعويم الحمولة المحملة عليه، ثم يُجفف كي تتمكن الحمولة من الوصول إلى المنصة الجافة. تستخدم الأحواض الجافة لإنشاء، إصلاح، وصيانة السفن، القوارب والمركبات المائية الأخرى.